# Marc Nathanson
Marc B. Nathanson (* 12. května 1946, Los Angeles) je americký podnikatel v oblasti mediálního trhu, investor a filantrop.

## Osobní život

### Profesní život
Vyrůstal na předměstí Chicaga. Jeho otec vlastnil výnosnou reklamní agenturu. Absolvoval Univerzitu v Denveru (bakalář) v oboru masové komunikace. Za studií se živil podomním nabízením programů kabelové televize. Poté pokračoval v magisterském studiu politologie na Kalifornské univerzitě v Santa Barbaře (M.A.). V roce 1969 nastoupil do firmy Able Cable v Malibu, v níž se stal do tří let viceprezidentem marketingu. Následně jí opustil a roku 1975 přesvědčil nevlastního otce, aby investoval 2 milióny dolarů do jím založené společnosti Falcon Cable, kterou prodal o dvacet čtyři let později za 3,7 miliardy dolarů Charter Comminication vlastněné miliardářem Paulem Allenem (byla 10. největší firmou v sektoru kabelových televizí). Zisk znovu investoval přes svou novou společnost Mapleton Investmens do několika oblastí jako byly reality, rozhlasové stanice nebo firmy na suché záchody.
Časopis Forbes ho v roce 2008 umístil na 1014. místo nejbohatších lidí světa, s odhadovaným majetkem 1,1 miliardy dolarů.

### Politický život
Politikou příslušností je demokrat, přítel bývalého prezidenta Billa Clintona. V prezidentské kampani 2008 podporoval během primárek kandidátku Hillary Clintonovou, které do volebního fondu přispěl zhruba 250 000 dolarů. Poté, co demokratickou nominaci získal Barack Obama, stal se podle Los Angeles Times jedním z 36 donátorů jeho nového fondu na financování kampaně, kteří přispěli částkou 28 500 dolarů nebo vyšší.
Aktivitu vyvíjí i na poli mezinárodní politiky. Působí ve funkci viceprezidenta Národního Demokratického institutu podporujícího demokracii v rozvojovém světě, je členem Rady pro zahraniční vztahy (CFR), a také Rady pro světové záležitosti. V letech 1998–2002 řídil Radu guvernérů pro rozhlasové vysílání USA, která má ve své gesci také dohled na rozhlasové stanice Svobodná Evropa a Hlas Ameriky.
V červnu a znovu v září 2009 přinesla česká média zprávu, že prezident Barack Obama uvažuje o jeho jmenování na uvolněný post amerického velvyslance v České republice, odkud v lednu téhož roku odjel do země velvyslanec Richard W. Graber.

### Rodinný život
Je ženatý s psycholožkou Jane, mají spolu dva syny Adama, Davida a dceru Nicole. Rodina bydlí v Los Angeles v Kalifornii. Finančně podporují umění a svou nemocnici.